# Orca (AUV)

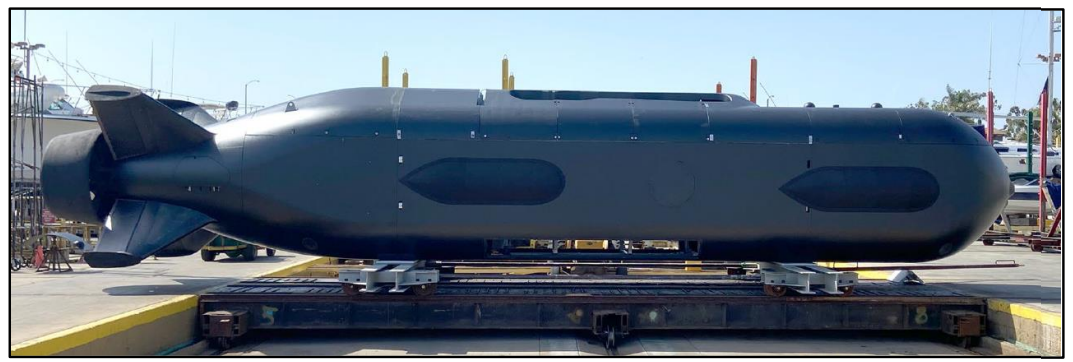

El Orca es un vehículo submarino autónomo (AUV) que está siendo desarrollado por Boeing y Huntington Ingalls Industries (HII) para la Armada de los Estados Unidos.
El Orca se remonta a septiembre de 2017, cuando la Marina emitió contratos por valor de unos 40 millones de dólares cada uno a Boeing, que se había asociado a principios de año con HII para construir submarinos no tripulados, y Lockheed Martin para desarrollar diseños competitivos para un submarino no tripulado extragrande (XLUUV) capaz de operación autónoma en misiones de hasta varios meses de duración. En febrero de 2019, la Marina otorgó al consorcio Boeing/HII un contrato de $43 millones para comenzar a trabajar en la construcción de cuatro de sus XLUUV, cuyo diseño se basaría en el anterior AUV Echo Voyager de Boeing. El mes siguiente, la Marina estadounindense añadió un quinto vehículo a la orden, con el valor total del contrato alcanzando los $274,4 millones. Se planeó completar las entregas de Orca para fines de 2022.
El diseño básico del Orca comparte una longitud de 51 pies (16 m) con Echo Voyager, pero Orca incorporará una construcción más modular, principalmente por la capacidad de construirse con un módulo de carga adicional de hasta 34 pies (10 m) de largo y una capacidad de 8 toneladas (8.000 kg) para una longitud total de 85 pies (26 m). La Marina especificó la capacidad de adaptar la plataforma Orca según la misión, con capacidad de vigilancia, combate sumergido, de superficie y electrónico, y barrido de minas. La embarcación estará propulsada por un sistema híbrido de batería de iones de litio /diésel, que alimenta a la Orca con la batería mientras está sumergida y recarga las baterías con generadores diésel mientras está en la superficie. La velocidad máxima es de 8 nudos (15 km/h), aunque la velocidad de servicio típica es de unos 3 nudos (5,6 km/h), lo que le da al Orca un alcance de hasta 6500 millas (10 500 km) con una autonomía de varios meses.